# Prostoročasový diagram
Prostoročasový (nebo časoprostorový) diagram je graf pohybu tělesa, avšak jednu ze souřadnic grafu představuje časová osa. Používá se ve fyzice (především v teorii relativity) pro názorné zobrazení pohybů, které probíhají v časoprostoru. Časoprostorové diagramy umožňují lepší pochopení relativistických jevů (např. dilatace času nebo kontrakce délek) bez použití matematických vztahů.
Autorství je připisováno Hermannu Minkowskimu (1908).

## Použití
Prostoročasový diagram se obvykle zobrazuje jako dvourozměrný nebo třírozměrný řez prostoročasu, přičemž jednou z os ležících v tomto řezu je časová osa. Na časovou osu se přitom nevynáší čas {\displaystyle t}, ale veličina {\displaystyle ct}, kde {\displaystyle c} je rychlost světla, která má stejný rozměr jako prostorové souřadnice.
Pomocí prostoročasového diagramu lze také zobrazovat transformace souřadnic.
Každý bod diagramu odpovídá určité události.
Těleso nacházející se v klidu nemění svoji polohu v prostoru, avšak po časové souřadnici se pohybuje stále vpřed. Takové těleso je na prostoročasovém diagramu zobrazeno čárou, která je rovnoběžná s časovou osou.
Pohyb fotonu (tedy částice pohybující se rychlostí světla) je (ve dvourozměrném případ) popsán vztahem {\displaystyle x=\pm ct}. Foton tedy vytváří čáru, která s oběma osami (časovou i prostorovou) svírá stejný úhel.
Ostatní pohyby leží mezi těmito dvěma krajními případy.
V prostoročasovém diagramu vytváří tedy každé těleso (pohybující se i v klidu) čáru. Tato čára se označuje jako světočára.

## Příklady

Prostoročasový diagram při vzájemném pohybu dvou pozorovatelů (modré souřadnice odpovídají pozorovateli, který se vzhledem k pozorovateli s černými souřadnicemi pohybuje rychlostí 0,4 c).
Světočára fotonu v prostoročasovém diagramu.
Třírozměrná varianta prostoročasového diagramu zobrazující světelný kužel.
V klasické fyzice je jedné události A přiřazen různými pozorovateli stejný čas.
V teorii relativity jsou jedné události A přiřazeny různými pozorovateli různé časy.
Současné události lze v prostoročasovém diagramu vyjádřit rovnoběžkami s prostorovou osou. Pro různé pozorovatele je ihned vidět relativita současnosti.
Na prostoročasovém diagramu lze zobrazit dilataci času. Oba pozorovatelé zjistí, že hodiny opačného pozorovatele běží pomaleji.
Na prostoročasovém diagramu lze zobrazit kontrakci délek. Oba pozorovatelé zjistí, že objekty pohybující se s opačným pozorovatelem jsou zkráceny.
Rychlost světla je pro různé pozorovatele konstantní. Pro částici pohybující se rychlostí světla procházející událostí A naměří oba pozorovatelé stejnou hodnotu rychlosti, ačkoli se vzájemně pohybují.
Prostoročasový diagram se třemi souřadnicovýmu systémy. Relativní rychlosti (vzhledem k černým souřadnicím) jsou v′ = 0,4 c a v″ = 0,8 c.
Prostoročasový diagram zobrazuje minulost (ang. past) a budoucnost (ang. future) vzhledem k počátku.
Pomocí prostoročasového diagramu lze ukázat, že rychlost světla je mezní rychlostí pro přenos signálu. Vysláním signálu nadsvětelnou rychlostí z O přes A do B by signál k odesilateli dorazil dříve než byl odeslán.